# 平山站 (黑龙江省)
平山站，位于中华人民共和国黑龙江省哈尔滨市阿城区平山镇，是滨绥铁路上的火车站，建于1899年，由哈尔滨铁路局所管辖。

## 車站周邊
- 中国联通宏运收费营业厅
- 中国农业银行哈尔滨平山分理处
- 平山镇人民政府
- 发发生态旅游度假村
- 中国石油平山加油站

## 歷史
- 建于1899年。

## 外部連結
- 中国铁路客户服务中心 （页面存档备份，存于）